# Hipoterapie

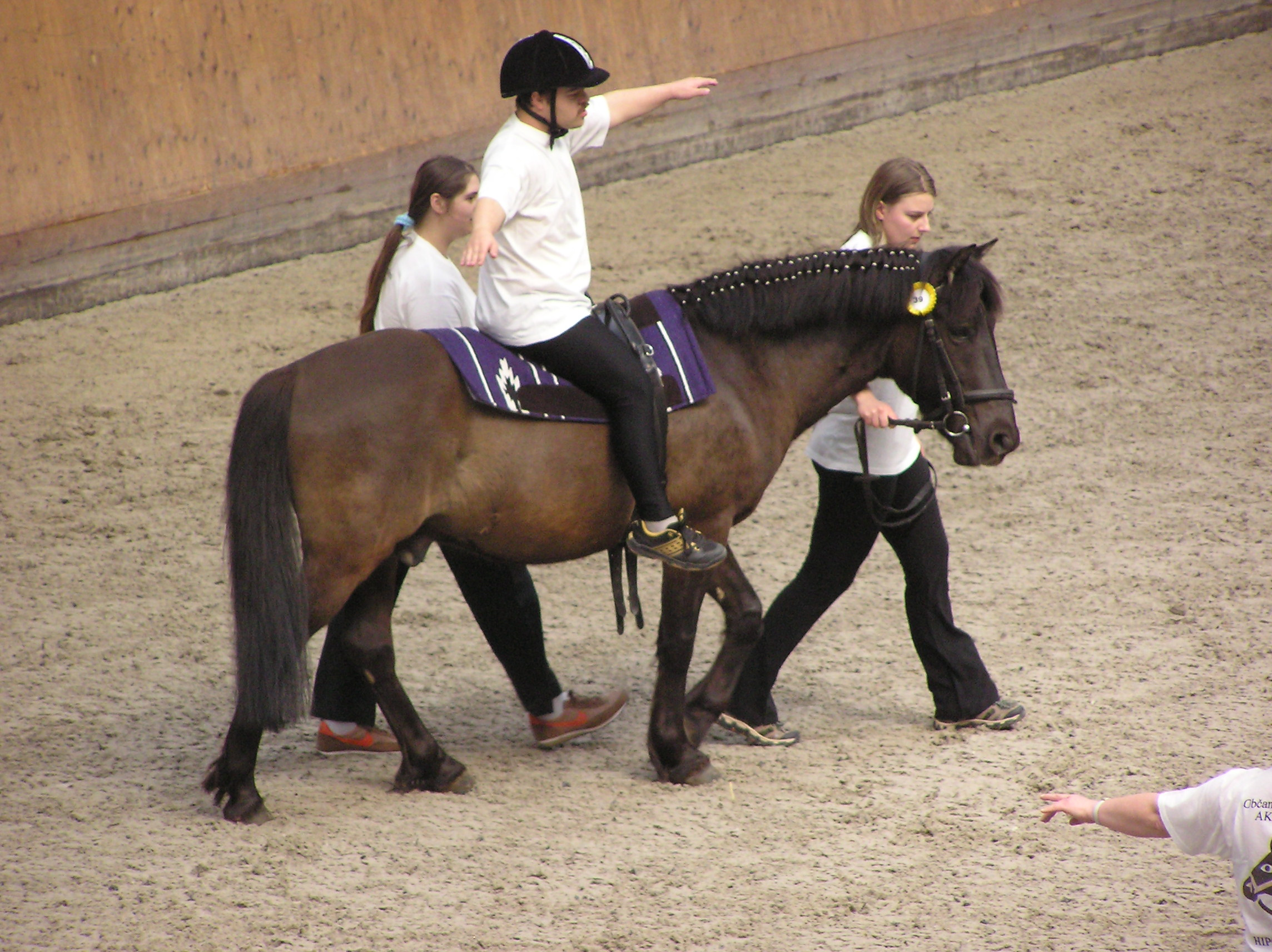
Hipoterapie

Hipoterapie je obor hiporehabilitace, fyzioterapeutická metoda využívající jako pomůcku speciálně připraveného koně, konkrétně pohybu jeho hřbetu v kroku. Tento pohyb je střídavý, rytmicky a cyklicky se opakuje. Nabízí multisenzorickou aferentní stimulaci, která přímo ovlivní motorické chování klienta aktivací všech úrovní centrální nervové soustavy. Výsledkem je facilitace reparačních procesů na úrovni neurofyziologické a psychomotorické. Variabilita využití poloh při respektování posturálních schopností klienta ovlivní posturu, hrubou i jemnou motoriku. Sekundárně je možné využít hřbet koně k polohování.

## Princip a působení hipoterapie
Hipoterapie je fyzioterapeutická metoda, která působí na klienta prostřednictvím pohybových impulzů, vznikajících při koňské chůzi. Centrální nervový systém pacienta je tak ovlivňován přes působení na periferii. Přenosem impulzů přes koňský hřbet na klienta, který na koni sedí či zaujímá jinou, jeho možnostem odpovídající polohu (vleže na břiše, s oporou o předloktí atd.), dochází k oslovení centrálního nervového systému – mozku. Ten musí nejen zpracovat vjemy o změnách, které nastávají při kontaktu s pohybujícím se koňským hřbetem, ale i vyslat adekvátní rozkazy k tomu, aby organizmus reagoval správně a v rámci rovnovážných reakcí. Díky tomu, že kůň má velice podobný pohybový stereotyp chůze jako člověk, nutíme tak centrální nervový systém pohybově znevýhodněného člověka zpracovávat a vysílat vjemy a příkazy, které by za normálních okolností vysílal při lidské chůzi. Je tak možno docílit pokroků právě v rehabilitaci pohybu u dětí i dospělých tam, kde je postižena koordinace, rovnováha a vývoj vzpřimování.
Hipoterapie může také působit preventivně tam, kde z důvodu onemocnění dochází k degeneraci či přerušení nervových drah, řídících pohyb. Čím déle je možnost organizmu připomínat jeho správnou funkci, tím více se oddálí negativní vliv degenerativních onemocnění či následků úrazu na hybnost člověka. Zároveň se připravují vhodné podmínky pro aplikaci klasických fyzioterapeutických metod (např. Vojtova metoda), kterými má být vždy kvalitní hipoterapie doplněna.
Nesmírná výhoda metody spočívá v cyklickém opakování pohybového vzorce a v realizaci celé stimulace v prostoru. Jiný podobný prostředek, který by umožňoval klientovi po dobu terapie stimulaci zdravého pohybu na bázi bipedální lokomoce (tj. chůze) ve fyzioterapii v současnosti, není k dispozici. Je-li bráno v úvahu navíc kladné působení přírodního prostředí a pozitivní ladění psychiky klienta při terapii s koněm, k dispozici je metoda, která umožňuje dosáhnout velmi kvalitního léčebného efektu za téměř vždy nadšené spolupráce klienta.
Hipoterapie probíhá na koni se speciálním výcvikem pod vedením fyzioterapeuta či ergoterapeuta s písemným souhlasem lékaře. 

## Indikaceakontraindikacepro hipoterapii
- Hipoterapie se může aplikovat již od věku 2 měsíců (poskytovat ranou péči v hipoterapii může pouze terapeut – specialista v tomto oboru), horní hranice není určena.
- Hipoterapií se dá pozitivně ovlivnit široké spektrum pohybových a posturálních poruch – nejčastější indikace jsou z neurologie a ortopedie.
- Mezi hlavní kontraindikace k hipoterapii patří nepřekonatelný strach z koně, alergie na koňskou srst a prostředí, jakékoli akutní zdravotní stavy a otevřené rány.

## Bezpečnost při hipoterapii
- Základem je dobře připravený kůň a tým zkušených odborníků.
- Kvalitní vybavení střediska – bezbariérové prostředí, nasedací rampa, postroje pro koně a pomůcky pro polohování klienta.
- Klient by měl používat certifikovanou bezpečnostní jezdeckou helmu a být očkovaný proti tetanu.
- Další pomůcky: dečka, polohovací válec, madla.

## Tým provádějící hipoterapii
- Fyzioterapeut nebo ergoterapeut se specializačním kurzem hiporehabilitace – provádí a vede vlastní hipoterapii. Vybírá koně pro klienta tzv. na míru, určuje polohou na koni, tempo kráčejícího koně a délku terapie i celé intervence. Musí být přítomen při každé hipoterapii.
- Asistent – proškolená osoba, která asistuje klientovi a jistí ho ze strany koně během hipoterapie.
- Odborný lékař – indikuje a doporučuje hipoterapii.
- Cvičitel koní pro hiporehabilitaci - odpovídá za výběr koně a jeho výcvik.
- Vodič koně – vede koně během hipoterapie.
- Hiporehabilitační kůň – speciálně vybraný a vycvičený kůň pro hiporehabilitační účely. Je vycvičen tak, aby reagoval jen na pokyny vodiče. Normálně koně reagují na určité pokyny nohou, ale tento kůň nemůže, musí si zvyknout že tyto pokyny nejsou platné. Například pohybově omezení lidé totiž nohy necítí a do koně kopou.

## Struktura terapeutické jednotky
- Pouze v individuální formě, tzn. s každým klientem pracuje jeden terapeut.
- Terapeutická jednotka hipoterapie obvykle trvá 10–20 minut ve frekvenci 2krát týdně, záleží na zdravotním stavu klienta a terapeutickém cíli.
- Celkové trvání by mělo být minimálně 3 měsíce. U některých diagnóz (např. dětská mozková obrna) hipoterapie se může aplikovat až několik let.

## Anglický překlad
Hippotherapy. Slovo vzniklo složením slov HIPPOS (řecky kůň) a THERAPY (terapie)